# Tatjana Iwanow
Pour les articles homonymes, voir Ivanov.
 (avril 2024).
Si vous disposez d'ouvrages ou d'articles de référence ou si vous connaissez des sites web de qualité traitant du thème abordé ici, merci de compléter l'article en donnant les références utiles à sa vérifiabilité et en les liant à la section « Notes et références ».
Tatjana Iwanow (née le 14 mai 1925 à Berlin, morte le 6 octobre 1979 à Hambourg) est une actrice et chanteuse allemande.

## Biographie
Tatjana Iwanow suit une formation d'actrice à l'école du Deutsches Theater de Berlin ; parmi ses professeurs il y a Agnes Windeck. Elle termine sa formation en 1943. Elle reçoit son premier engagement théâtral au Deutsches Theater dans les rôles de jeune héroïne et de jeune naïve. Elle fait ses débuts sur scène en tant qu'actrice de théâtre en 1944, peu avant la fermeture de tous les théâtres à cause de la guerre, dans le rôle de Perdita dans Le Conte d'hiver de Shakespeare. Après la Seconde Guerre mondiale, elle s'engage au Kammerspiele de Munich (saison 1946-1947), au Schauspiel Frankfurt (saison 1947-1948) et au théâtre de Constance (1948-1950), où elle travaille, entre autres, comme débutante, sous la direction de Heinz Hilpert. Au cours de la saison 1948-1949, elle apparaît en tant qu'invitée au Théâtre d'État de Nuremberg.
À partir de 1951, Iwanow est membre permanent de l'ensemble du Deutsches Theater Göttingen. Iwanow joue aussi en tant qu'invitée au Fritz Rémond Theater de Francfort-sur-le-Main. Elle donne des représentations étrangères au Princess Theatre et au Pilgrim Theatre à Melbourne, en Australie.
En 1966, elle endosse le rôle-titre de la première en langue allemande de la comédie musicale Hello, Dolly! au Düsseldorfer Schauspielhaus, où elle ne joue pas le rôle de la Dolly Levi américaine, comme dans la version originale, mais celui de la Dolly russe, Vassileva, dans une version adaptée pour elle. En 1967, un enregistrement est réalisé avec la distribution originale allemande de la comédie musicale. Au cours de la saison 1968-1969, elle incarne également le personnage principal de la première représentation de Hello, Dolly! à l'Opéra de Nuremberg. Au cours de la saison 1970-1971, elle apparaît à l'Opéra de Nuremberg en tant qu'héroïne titre de la première en langue allemande de la comédie musicale Mame.
En 1977, elle se produit au Festival de la cathédrale de Gandersheim à Bad Gandersheim et reçoit l'anneau Roswitha.
Dans les années 1950, Iwanow est présente dans un certain nombre de films d'après-guerre, principalement dans des rôles plus petits. En 1967, elle est présente dans la production avec la DEFA, la société de production est-allemande, Les Païens de Kummerow. Plus tard, Iwanow assume principalement le rôle de dame de salon.
À partir de la fin des années 1960, Iwanow travaille comme actrice, chanteuse et présentatrice, principalement pour la télévision, ce qui la fait largement connaître. En 1970, Iwanow réalise des enregistrements musicaux de l'opérette Kaiserin Katharina de Rudolf Kattnigg. En 1971, elle apparaît dans deux films d'opérette pour ZDF.
En 1970, elle anime l'émission musicale Sommernotenschau sur ZDF, dans laquelle des compositeurs de renom présentent leurs dernières compositions. Une compilation est produite à partir de ce programme, dans lequel Iwanow chante la chanson Der tolle Romanoff. Elle se produit à plusieurs reprises avec Ivan Rebroff et interprète le folklore russe ; ils réalisent des enregistrements communs.

## Vie privée
Ivanov s'est mariée trois fois. Son fils Andreas Seyferth, également devenu acteur, est issu de son premier mariage précoce avec l'acteur Wilfried Seyferth. Lors de son deuxième mariage, elle épouse en 1959 l'acteur Gert Fröbe, qui adopta son fils Andreas. En 1975, elle épouse pour la troisième fois le producteur de films Walter Koppel.

## Filmographie
- 1959 : Les Aventures de Nick Knatterton (de)
- 1959 : Chiens, à vous de crever !
- 1959 : L'Ombre de l'étoile rouge
- 1960 : Die Herzogin von Langeais (TV)
- 1960 : So ist es - ist es so? (TV)
- 1962 : Alarm für Dora X – Gefahr im Steinbruch (TV)
- 1966 : Intercontinental Express – Anschluß nach Karlsruhe (TV)
- 1967 : Les Païens de Kummerow
- 1969 : Eine Frau ohne Bedeutung (TV)
- 1970 : Das Mädchen seiner Träume (TV)
- 1970 : Die Wesenacks (TV)
- 1971 : Preußen über alles... - Bismarcks deutsche Einigung (TV)
- 1971 : Der Opernball (TV)
- 1971 : Scala heute - Revue mit neuen Bildern und alten Erinnerungen (TV)
- 1971 : Geschichten über Frauen der Geschichte (TV)
- 1971 : Die Dollarprinzessin (TV)
- 1974 : Griseldis (TV)
- 1978 : Kameliendame (TV)